# Мирпур (город, Бангладеш)
Мирпур (бенг. মিরপুর, англ. Mirpur) — город на западе Бангладеш, административный центр одноимённого подокруга. Площадь города равна 6,81 км². По данным переписи 2001 года, в городе проживало 19 076 человек, из которых мужчины составляли 52,27 %, женщины — соответственно 47,73 %. Плотность населения равнялась 2801 чел. на 1 км². Уровень грамотности населения составлял 36,7 % (при среднем по Бангладеш показателе 43,1 %). 